# Samuel Turner (Bergsteiger)
Samuel Turner (geboren 1869 in Manchester, England; gestorben am 8. August 1929 in Wellington, Neuseeland) war ein englischer Bergsteiger.

## Leben
Turner wurde 1869 in Manchester geboren und besuchte die dortige Manchester Technical School. Als Händler bereiste er verschiedene Länder und kam so 1911 nach Neuseeland, wo er sich nieder ließ.
Bereits in Europa war Turner als Bergsteiger aktiv gewesen, unter anderem am Mont Blanc. In Neuseeland gelang ihm im Alleingang die Besteigung des höchsten Bergs des Landes, des 3724 m hohen Aoraki/Mount Cook, sowie anderer Dreitausender. Zu seinen Erstbesteigungen zählen unter anderem der Mount Pollux sowie der Mount Brewster. Letzteren bestieg er zusammen mit seinem Sohn, ebenso wie den Mount Hooker. Nach mehreren erfolglosen Anläufen gelang ihm im Februar 1924 zusammen mit Peter Graham die Erstbesteigung des Mount Tutoko, des mit 2723 m höchsten Gipfels der Darran Mountains. Ein Nebengipfel desselben wurde von einem weiteren Begleiter nach Turners Tochter, Madeline, benannt.
Unter Kollegen war er umstritten. Er galt als fähiger und enthusiastischer Kletterer, der jedoch eher für sich blieb. Turner schrieb und veröffentlichte mehrere Bücher, auf die unter anderem durch den New Zealand Alpine Club kritisch reagiert wurde.
Turner verstarb unerwartet am 8. August 1929 in Wellington.